# André Buzin
André Buzin (* 1946 in Dinant) ist ein belgischer Künstler, der Tiere und Blumen malt. Er ist berühmt für die Vogelserie, eine belgische Dauermarkenserie.
Buzin zeichnete seine erste Briefmarken für Zaire im Jahr 1984. Für Ruanda und Mauretanien schuf er ebenfalls einige Serien über Tiere und die Olympischen Sommerspiele 1984.
Seit 1985 werden von der belgischen Post Marken von Buzins Vogelserie ausgegeben. Dank dieser Serie gewann er etwa zehn philatelische Kunstpreise in Belgien und den „Prix du Roi“ 1995.
Seit dem Ende der 1990er Jahre entwirft Buzin auch Postwertzeichen mit Blumen für belgische Briefmarkenhefte und Briefmarkenrollen.
| Personendaten    | Personendaten                    |
| ---------------- | -------------------------------- |
| NAME             | Buzin, André                     |
| KURZBESCHREIBUNG | belgischer Tier- und Blumenmaler |
| GEBURTSDATUM     | 1946                             |
| GEBURTSORT       | Dinant                           |